# Route nationale 79 (Estonie)
Pour les articles homonymes, voir Route nationale 79.
La route nationale 79 (Tugimaantee 79) est une route nationale estonienne reliant Upa à Leisi. Elle mesure 36,8 km.

## Tracé
- Comté de Saare
  - Upa
  - Laadjala
  - Kiratsi
  - Uduvere
  - Kaarma
  - Mustla (en)
  - Saue-Putla (en)
  - Liiva-Putla
  - Haeska
  - Lööne (en)
  - Jööri (en)
  - Selja (en)
  - Karja
  - Pärsama (en)
  - Tutku (en)
  - Angla
  - Aru
  - Veske
  - Leisi